# Cyphobrembana malanchinii
Cyphobrembana malanchinii är en kräftdjursart som först beskrevs av Arcangeli 1948.  Cyphobrembana malanchinii ingår i släktet Cyphobrembana och familjen Trichoniscidae. Inga underarter finns listade i Catalogue of Life.